# Trichosporum malindangense
Trichosporum malindangense är en tvåhjärtbladig växtart som beskrevs av Elmer Drew Merrill. Trichosporum malindangense ingår i släktet Trichosporum och familjen Gesneriaceae. Inga underarter finns listade i Catalogue of Life.